# هاردي كروس ديلارد
هاردي كروس ديلارد (بالإنجليزية: Hardy Cross Dillard) هو أستاذ جامعي وقاضي أمريكي، ولد في 23 أكتوبر 1902 في نيو أورلينز في الولايات المتحدة، وتوفي في 12 مايو 1982 في شارلوتسفيل في الولايات المتحدة.

## روابط خارجية
- هاردي كروس ديلارد على موقع مونزينجر (الألمانية)